# آلوین اس. ویت
آلوین اس. ویت (به انگلیسی: Alvin Swauger White) فضانورد اهل ایالات متحده آمریکا است که در ۹ دسامبر ۱۹۱۸ میلادی در برکلی، کالیفرنیا زاده شد.